# 2018年湖南衡陽駕車衝撞案
湖南衡阳驾车冲撞案是指在2018年9月12日湖南省衡陽市衡東縣發生的越野车衝撞輾壓洣江公園廣場上的大批練習「廣場舞」的民眾的事件。

## 事件经过
2018年9月12日，衡東縣当地人士阳赞云先將路虎（Land Rover）越野车开到衡东县法院门口附近守候，意图冲撞法院工作人员，在未能成功下又於當晚驾车冲入洣江公園广场衝撞輾壓廣場上的大批練習「廣場舞」的民眾，之後駕駛员還下車砍殺行人，共造成15人死亡、44人輕重傷。

## 動機
凶嫌陽贊云多次判刑，根據阳赞云自己供述称，第六次被判刑后，心里一直对法院判决不满，且自身疾病缠身，感觉生活无望，已经有了报复的想法。而在案发当天，阳赞云病痛折磨加剧，且感到随着年龄越来越大，自己无儿无女、一无所有，越发感到悲观厌世，于是产生了实施报复的念头。

## 判刑
2018年12月12日，陽贊雲被湖南省衡陽市中級人民法院，依以危險方法危害公共安全等罪，判處死刑。
2019年1月29日，陽贊雲被执行死刑。